# دانشگاه مید سوئیدن

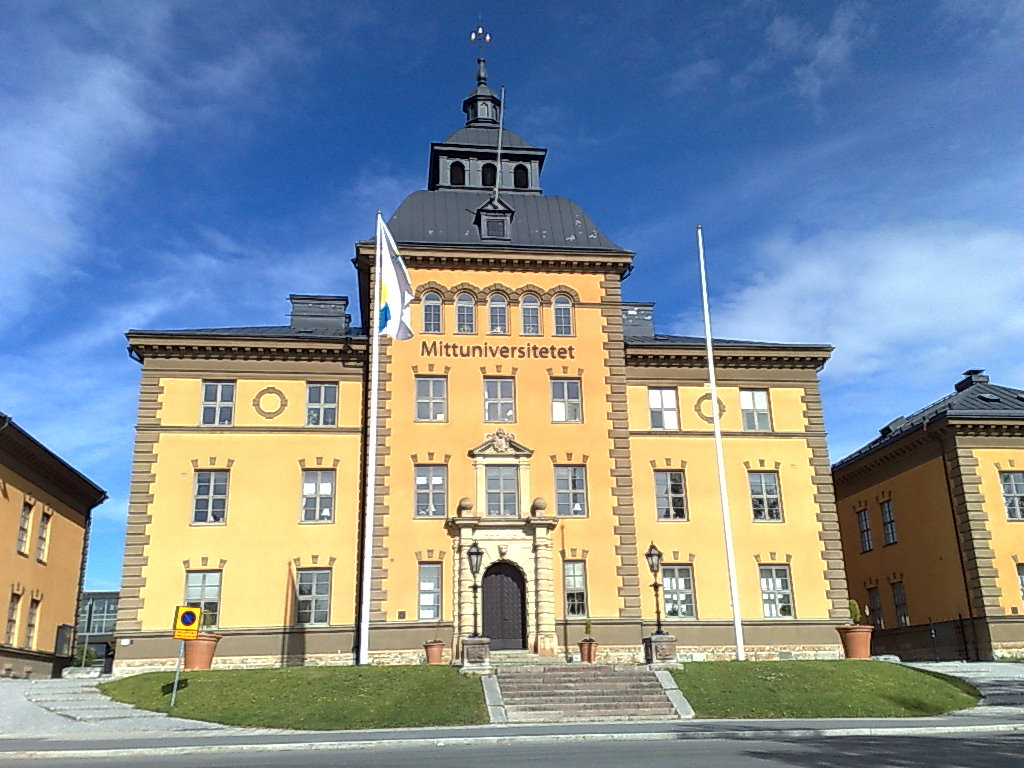
تصویر پردیس اوسترشوند

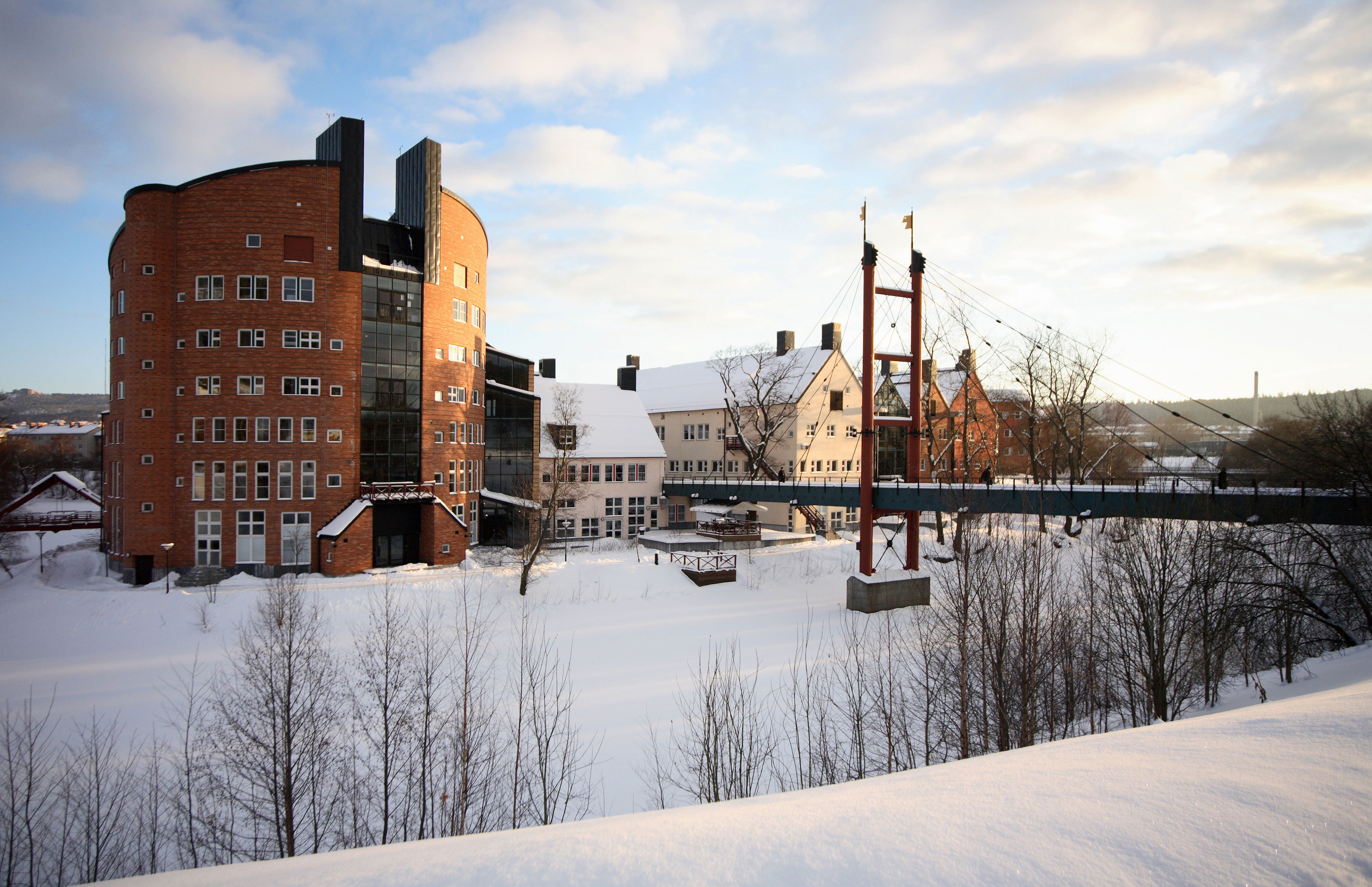
تصویر پردیس سوندسوال

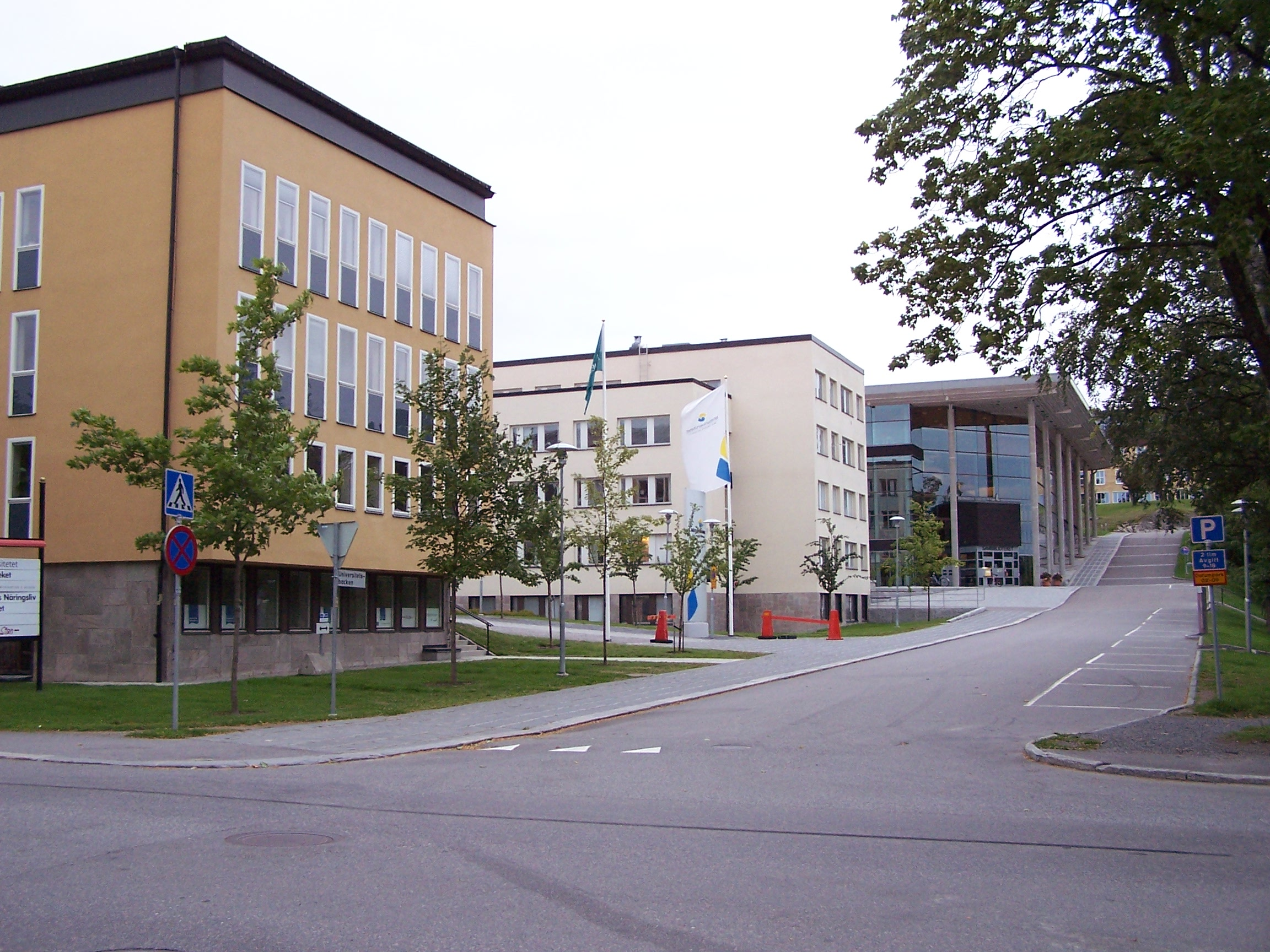
تصویر پردیس هرنوساند

دانشگاه مید سوئیدن (به سوئدی، Mittuniversitetet؛ به انگلیسی، Mid Sweden University) یکی از دانشگاه‌های دولتی سوئد می‌باشد که در ناحیه جغرافیایی نورلاند میانه واقع شده‌است. این دانشگاه دارای 2 پردیس دانشگاهی در شهرهای اوسترشوند، سونسوال  می‌باشد.

## تاریخچه
دانشگاه میدسوئیدن در ۱۰ تیر ۱۳۷۲ خورشیدی (۱ ژوئیه ۱۹۹۳ میلادی)، و از ادغام مدرسه عالی سونسوال-هرنوساند (به سوئدی، Högskolan i Sundsvall/Härnösand) و مدرسه عالی اوسترشوند (به سوئدی، Högskolan i Östersund) تأسیس شد. در ابتدا نام این دانشگاه، مدرسه عالی میدسوئدن (به سوئدی، Mitthögslolan) بود.
در تیر ماه 1384 (ژوئیه ۲۰۰۵ میلادی)، با پیوستن مدرسه عالی علوم بهداشت و سلامت سوندسوال-انشولدسویک (به سوئدی، Vårdhögskolan i Sundsvall/Örnsköldsvik) و مدرسه عالی علوم بهداشت و سلامت اوسترشوند (به سوئدی، Vårdhögskolan i Östersund) گسترش آن ادامه پیدا کرد.
در سال ۱۳۸۰ خورشیدی (۲۰۰۱ میلادی)، مدرسه عالی میدسوئیدن به دانشگاه ارتقاء درجه یافت و اجازه یافت به تربیت دانشجو در مقطع دکترا بپردازد. از ابتدای دی ماه ۱۳۸۳ (ژانویه ۲۰۰۵)، مدرسه عالی میدسوئدن (Mitthögskolan) به دانشگاه مید سوئیدن (Mittuniversitetet) تغییر نام یافت.

## ساختار دانشگاهی
دانشگاه میدسوئیدن دارای ۲ دانشکده و ۸ گروه آموزشی به ترتیب زیر می‌باشد:
- دانشکده علوم انسانی
  - گروه علوم آموزشی
  - گروه  اقتصاد،  جغرافیا، حقوق و گردشگری
  - گروه علوم اجتماعی
  - گروه علوم انسانی
  - گروه علوم بهداشتی
  - گروه مددکاری اجتماعی
- دانشکده علوم، فناوری و رسانه
  - گروه علوم طبیعی، فناوری و ریاضی
  - گروه مهندسی عمران و توسعه پایا
  - گروه فناوری اطلاعات و رسانه

## رؤسای دانشگاه (مستقر درسوندسوال)
- ۱۹۹۴–۱۹۹۳ الف گونمو (به سوئدی، Alf Gunnmo)
- ۱۹۹۹–۱۹۹۴ کاری مارکلوند (به سوئدی، Kari Marklund)
- ۱۹۹۹ الف گونمو (به سوئدی، Alf Gunnmo)(کفیل)
- ۲۰۰۳–۱۹۹۹ گوننر سوودبرگ (به سوئدی، Gunnar Svedberg)
- ۲۰۰۳ پیا سندویک ویکلوند (به سوئدی، Pia Sandvik Wiklund) (کفیل)
- ۲۰۰۸–۲۰۰۳ توماس لیندستین (به سوئدی، Thomas Lindstein)
- ۲۰۰۸ هوکان ویکلوند (به سوئدی، Håkan Wiklund) (کفیل)
- ۲۰۰۸- آندرش سودرهُلم[۶] (به سوئدی، Anders Söderholm)

## معاونین اول دانشگاه (مستقر دراوسترشوند)
- ۱۹۹۹–۱۹۹۳ الف گونمو (به سوئدی، Alf Gunnmo)
- ۱۹۹۹ استوره پترسون (به سوئدی، Sture Pettersson)(کفیل)
- ۲۰۰۲–۱۹۹۹ ماتس اریکسون (به سوئدی، Mats Ericson)
- ۲۰۰۵–۲۰۰۲ پیا سندویک ویکلوند (به سوئدی، Pia Sandvik Wiklund)
- ۲۰۰۳ استوره پترسون (به سوئدی، Sture Pettersson)(کفیل)
- ۲۰۰۶–۲۰۰۵ استوره پترسون (به سوئدی، Sture Pettersson)(کفیل)
- ۲۰۰۶- هوکان ویکلوند (به سوئدی، Håkan Wiklund)
- ۲۰۰۸ استوره پترسون (به سوئدی، Sture Pettersson)(کفیل)[۶]

## دارندگان مدرکدکترای افتخاریاز دانشگاه مید سوئیدن
- ۲۰۰۱ تورْبیورْن فِلْدین (به سوئدی، Thorbjörn Fälldin)
- ۲۰۰۲ کنْوِی اسمیت (به سوئدی، Kenway Smith)
- ۲۰۰۴ سُوِرْکِر مارتین-لوف (به سوئدی، Sverker Martin-Löf)
- ۲۰۰۶ بودیل مالْمْسْتِن (به سوئدی، Bodil Malmsten) و بنگت سالتین (به سوئدی، Bengt Saltin)
- ۲۰۰۸ مَگْدالِنا فُرشبِرگ (به سوئدی، Magdalena ForsbergMagdalena Forsberg) و لارس نِسْمان (به سوئدی، Lars Näsman)
- ۲۰۱۰ کِنِت اریکسون (به سوئدی، Kenneth Eriksson)، اریک فیکتِلیوس (به سوئدی، Erik Fichtelius)، بیورن فیاستاد (به سوئدی، Björn Fjaestad) و یان استَنْبِرگ[۶] (به سوئدی، Jan Stenberg)

## مشاهیر دانشگاه مید سوئیدن
اسامی زیر، نام افرادی است که یا دانش‌آموخته دانشگاه مید سوئیدن هستند یا در یکی از مدارس عالی تشکیل دهنده دانشگاه مید سوئیدن تحصیل نموده‌اند و مورد توجه رسانه‌های ملی سوئد مورد قرار گرفته‌اند.
- جِری آرلین (به سوئدی، Jerry Ahrlin)؛ اسکی باز در رشته اسکی صحرانوردی
- عَبیر السَهْلانی (به سوئدی، Abir Al-Sahlani)؛ نماینده مجلس
- بِریت آندْنور (به سوئدی، Berit Andnor)؛ نماینده مجلس و وزیر پیشین امور اجتماعی
- رِدا بِنتِبرا (به سوئدی، Reda Bentebra)؛ بازیکن بسکتبال
- مارکوس بولین (به سوئدی، Marcus Bohlin)؛ سردبیر روزنامه سوندسوالز تیدنینگ (به سوئدی، Sundsvalls Tidning)
- هِلِنا یانسُن (به سوئدی، Helena Jonsson)؛ ورزشکار رشته دوگانه زمستانی
- ماری یونْگْسْتِد (به سوئدی، Mari Jungstedt)؛ روزنامه‌نگار و نویسنده
- یان هِلین (به سوئدی، Jan Helin)؛ روزنامه‌نگار و سردبیر روزنامه آفتونبلادت
- آنا-کارین کامِرلینگ (به سوئدی، Anna-Karin Kammerling)؛ شناگر
- میکائِلا لورِن (به سوئدی، Mikaela Laurén)؛ شناگر و بوکسور
- گوران (یوران) لونْدْسْتِد (به سوئدی، Göran Lundstedt)؛ کشیش و پژوهشگر علوم سیاسی و الهیات
- کارین ماتسون (به سوئدی، Karin Mattsson)؛ رئیس کنفدراسیون ورزشی سوئد
- ملودی ام سی (به سوئدی، Melodie MC)(با نام اصلی کِنت لوفگِرِن (به سوئدی، Kent Lövgren))؛ رپر
- ییلوا نووِن (به سوئدی، Ylva Nowén)؛ اسکی باز رشته اسکی آلپاین و مفسر ورزشی
- لیندا اولافسون (به سوئدی، Linda Olofsson)؛ خبرنگار تلویزیون
- آنا اُتوسون (به سوئدی، Anna Ottosson)؛ اسکی باز رشته اسکی آلپاین
- روژه حداد (به سوئدی، Roger Haddad)؛ نماینده مجلس
- فادیمه شاهیندال (به سوئدی، Fadime Sahindal)
- آندرش سودِرگرن (به سوئدی، Anders Sodergren)؛ اسکی باز در رشته اسکی صحرانوردی
- اولاً سودِرهُلم (به سوئدی، Ola Söderholm)؛ روزنامه‌نگار و استندآپ کمدین
- اُسا تورشتنسون (به سوئدی، Åsa Torstensson)؛ نماینده مجلس و وزیر پیشین حمل و نقل
- فردریک وایکینگسون (به سوئدی، Fredrik Wikingsson)؛ روزنامه‌نگار و مجری تلویزیون